# Молдавија на Светском првенству у атлетици на отвореном 2015.
Молдавија је учествовала на Светском првенству у атлетици на отвореном 2015. одржаном у Пекингу од 12. до 30. августа дванаести пут, односно учествовао је под данашњим именом на свим првенствима од 1993. до данас. Репрезентацију Молдавније је  представљало четворо учесника (2 мушкарца и 2 жена) који су се такмичили у три дисциплине.,.
Занимљиво је да су сви бацачи кладива из исте породице:брат и две сестре Маргијев.
На овом првенству Молдавија није освојила ниједну медаљу, нити је оборен неки рекорд.
У табели успешности према броју и пласману такмичара који су учествовали у финалним такмичењима (првих 8 такмичара) Молдавија је са једним учесником у финалу делила 65 место са 1 бодом, од 68 земаља које су имале представнике у финалу. На првенству је учествовало 207 земаља чланица ИААФ.
| Плас. | Земља     | 1. место | 2. место | 3. место | 4. место | 5. место | 6. место | 7. место | 8. место | Бр. финал. | Бод. |
| ----- | --------- | -------- | -------- | -------- | -------- | -------- | -------- | -------- | -------- | ---------- | ---- |
| =65   | Молдавија | 0        | 0        | 0        | 0        | 0        | 0        | 0        | 1        | 1          | 1    |

## Учесници
| Дисциплина     | Спортисти       | Спортисти                                   |
| Дисциплина     | Мушкарци        | Жене                                        |
| -------------- | --------------- | ------------------------------------------- |
| Маратон        | Роман Продијус  | -                                           |
| Бацање кладива | Сергеј Маргијев | Залина Маргијева Марина Маргијева-Никишенко |

## Резултати

### Мушкарци
| Атлетичар       | Дисциплина | Лични рекорд | Квалификације | Квалификације | Финале               | Финале       | Детаљи |
| Атлетичар       | Дисциплина | Лични рекорд | Резултат      | Место         | Резултат             | Место        | Детаљи |
| --------------- | ---------- | ------------ | ------------- | ------------- | -------------------- | ------------ | ------ |
| Роман Продијус  | маратон    | 2:12:31      |               |               | 2:26:46              | 31 / 42 (68) |        |
| Сергеј Маргијев | кладиво    | 78,72 НР     | 71,61         | 12. у гр. Б   | Није се квалификовао | 23 / 30      |        |

### Жене
| Атлетичарка                | Дисциплина | Лични рекорд | Квалификације | Квалификације | Финале                | Финале       | Детаљи |
| Атлетичарка                | Дисциплина | Лични рекорд | Резултат      | Место         | Резултат              | Место        | Детаљи |
| -------------------------- | ---------- | ------------ | ------------- | ------------- | --------------------- | ------------ | ------ |
| Залина Маргијева           | кладиво    | 73,97 НР     | 72,29         | 2. у гр. Б кв | 72,38                 | 8 / 30 (31)  |        |
| Марина Маргијева-Никишенко | кладиво    | 72,53        | 66,63         | 12. у гр А    | Није се квалификовала | 25 / 30 (31) |        |